# Taupye
Taupye – wieś w Botswanie w dystrykcie Central. Według spisu ludności z 2011 roku wieś liczyła 598 mieszkańców.